# Canal Street (Nueva Orleans)

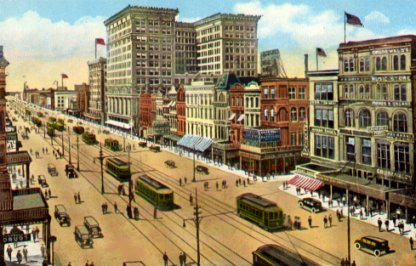
Canal Street, mirando hacia otro lado desde el río Misisipi, década de 1920

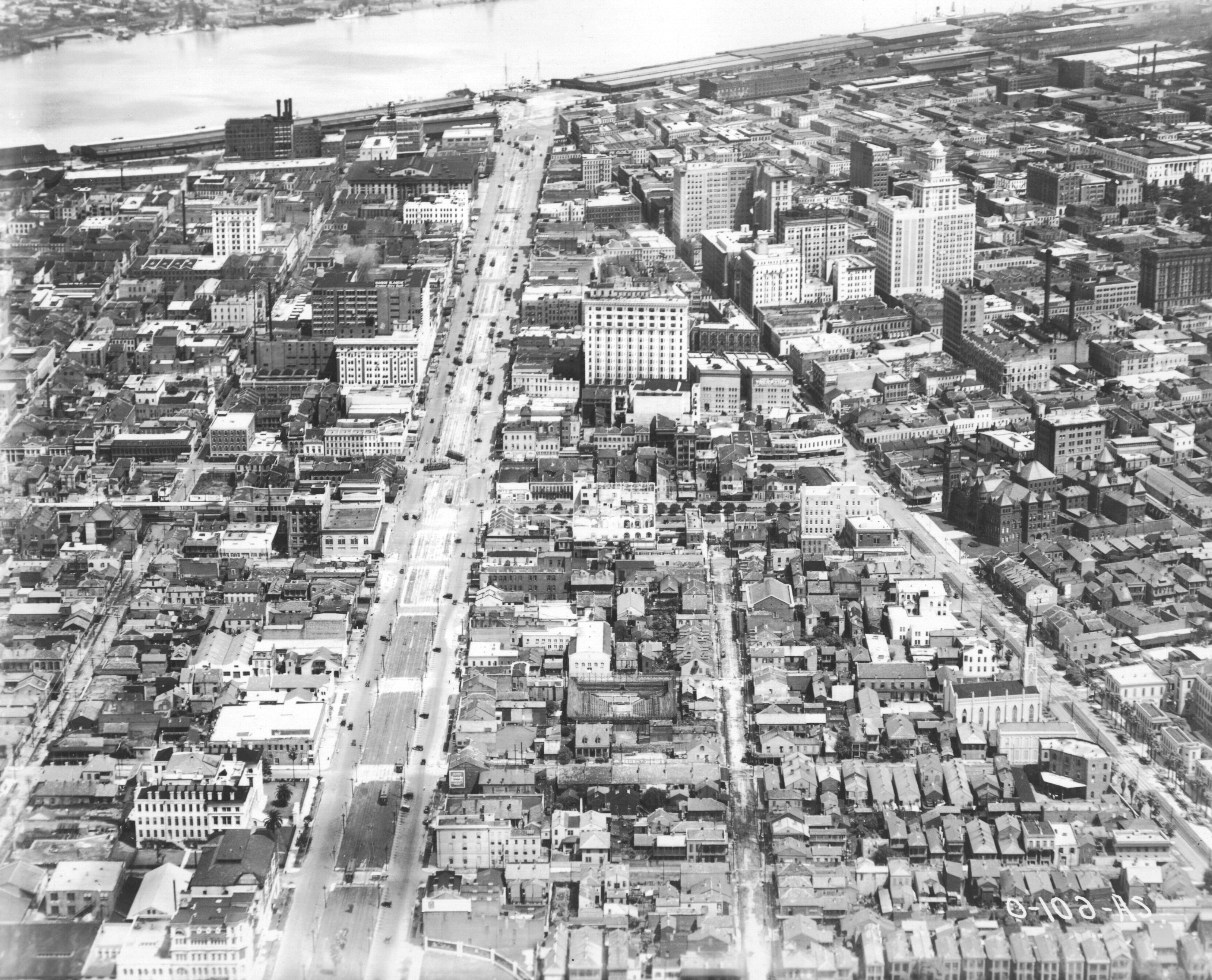
Vista aérea de Canal Street, 1922

Canal Street es una vía importante en la ciudad de Nueva Orleans. Forma el límite río arriba del barrio más antiguo de la ciudad, el Barrio Francés o Vieux Carré, y sirvió históricamente como línea divisoria entre la ciudad de la era colonial (siglo XVIII) y el más nuevo Sector Americano, el actual Distrito Comercial Central.

## Descripción
Hasta principios del siglo XIX, en el Barrio Francés vivían principalmente criollos. Tras la compra de Luisiana (1803), una gran afluencia de otras culturas comenzó a llegar a la ciudad a través del río Misisipi. Varios estadounidenses procedentes de Kentucky y del Medio Oeste se mudaron a la ciudad y se establecieron en la zona alta. A lo largo de la división entre estas dos culturas se planeó construir un canal, el cual nunca se construyó, pero la calle que lo sustituyó recibió el nombre. Además, la mediana de la calle pasó a ser conocida como el terreno neutral, reconociendo la división cultural. Hasta el día de hoy, todas las medianas de las calles de Nueva Orleans se denominan zonas neutrales.
Un extremo de Canal Street termina en el río Misisipi. A menudo llamado «el pie de Canal Street», en la ribera del río el ferry de Canal Street ofrece una conexión con el barrio de Algiers Point, una parte más antigua del siglo XVIII de la sección más grande de Algiers en Nueva Orleans. El otro término de Canal Street está en Mid-City, en un conjunto de cementerios. Ligeramente apartado del extremo de Mid-City se encuentra el comienzo de Canal Boulevard, que se extiende hasta la orilla del lago Pontchartrain a través del barrio deLakeview. A lo largo de su longitud, Canal Street, que corre de este a oeste, sirve como línea divisoria para las calles transversales que corren de norte a sur; aunque el trazado de Nueva Orleans sigue el río Misisipi.
La calle tiene tres carriles de circulación en ambas direcciones, con un par de vías de tranvía en el centro. El segmento central de Canal Street sirve como centro del sistema de transporte público de la ciudad o RTA, con numerosas terminales de rutas de tranvía y autobús, incluyendo la línea Canal Streetcar.
Se ha dicho que Canal Street es la calle principal más ancha de todo Estados Unidos.

## Comercio

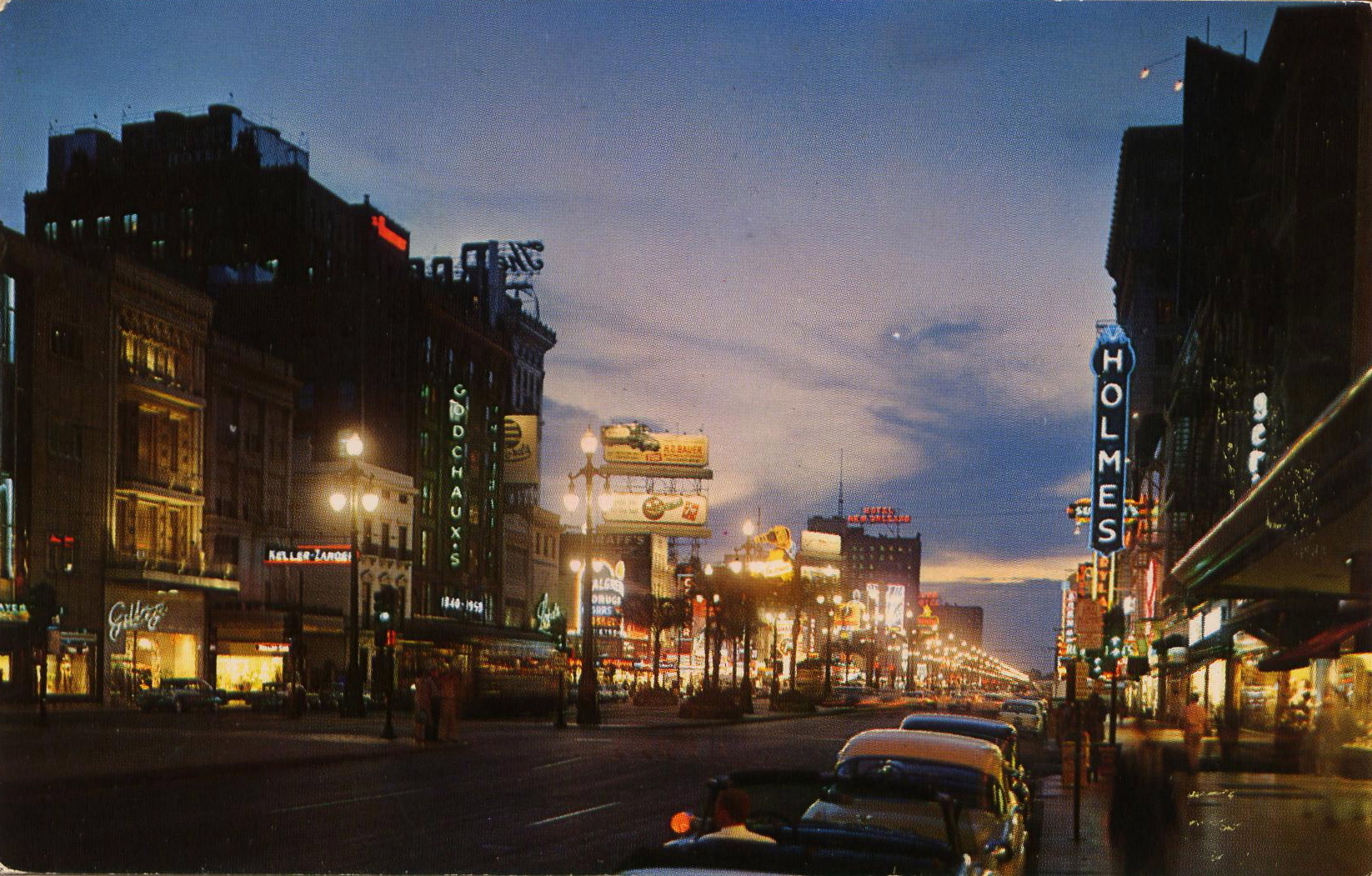
Canal Street en los años 1950

Durante más de un siglo, Canal Street fue el principal distrito comercial del Gran Nueva Orleans . Los grandes almacenes locales o regionales Maison Blanche, DH Holmes, Godchaux's, Gus Mayer, Labiche's, Kreeger's y Krauss albergaban numerosos minoristas especializados conocidos, como Rubenstein Men's Store, Adler's Jewelry, Koslow's, Rapp's y Werlein's Music, así como librerías, farmacias, Kress, Woolworth 's y otros. Los grandes almacenes comenzaron como tiendas de telas, artículos de mercería y de accesorios, con amplios espacios y escaparates de cristal. A medida que los ascensores y escaleras mecánicas permitieron la construcción de grandes almacenes de varios pisos, las tiendas se ampliaron y se hicieron más elegantes, incorporando edificios contiguos.

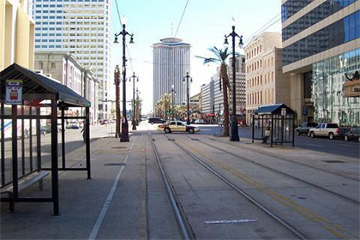
Canal Street en diciembre de 2005, unos meses después del huracán Katrina

En 1979 se completó One Canal Place, que tiene tres niveles inferiores que están ocupados por The Shops at Canal Place. El centro comercial contiene un Saks Fifth Avenue, los teatros de Canal Place, un patio de comidas y aproximadamente 45 tiendas minoristas de alta gama, entre las que se incluyen Anthropologie, Brooks Brothers, Michael Kors y Morton's the Steakhouse. Después del huracán Katrina, un incendio provocó graves daños en la tienda Saks Fifth Avenue. El centro comercial reabrió sus puertas en febrero de 2006 y, en noviembre de ese mismo año, Saks, completamente remodelado.